# Szempillantás
A Szempillantás – Az emberi civilizáció perspektívái Stanisław Lem 2000-ben írt, magyarul 2002-ben megjelent könyve.
A mű korábban kiadatlan esszék gyűjteményéből áll, amelyek a filozófia és a tudomány nagy kérdéseivel foglalkoznak: a földi élet eredetétől és a világegyetemben való létezésének lehetőségétől kezdve az evolúció és a géntechnológia kérdésein át – az emberi történelem jövőbeli menetéig és végső végkifejletéig. A mű Lem korábbi, Summa Technologiae (1964) című művére támaszkodik.
„Tizenhárom év után megjelent új könyvében Lem korábbi írásait, mindenekelőtt a Summa Technologiae című esszékötetét szembesíti a jelenkor tudásával és technológiai lehetőségeivel. Megismerhetőek-e a folyamatok, amelyek a földi élet keletkezéséhez vezettek? Adhat-e az embernek halhatatlanságot a tudomány? Egyedül vagyunk-e a világmindenségben? Van-e esély arra, hogy földönkívüli civilizációkkal találkozzunk? Monopóliuma van-e a természetnek az evolúcióra? Mi a transzbiológiai evolúció? Mi valójában a klónozás és a géntervezés? Létrehoz-e az ember valaha mesterséges intelligenciát? Milyen következményei lesznek az információs technológia villámgyors fejlődésének?” – olvasható a könyv hátsó borítóján.

## A futurológiai esszék gyűjteménye
- Wstęp (Bevezetés)
- Dylematy (Dilemmák)
- Plagiaty i kreacje (Plágium és alkotások)
- Spór o nieśmiertelność (Vita a halhatatlanságról)
- Fatalny stan rzeczy (Elszomorító helyzet)
- Cywilizacje kosmiczne (Civilizációk)
- Statystyka cywilizacji kosmicznych (Statisztika a civilizációkról)
- N = R*fpneflfifcL
- Człowiek w kosmosie (Ember az űrben)
- Oczami konstruktora
- Robotyka (Robotika)
- Makrok
- Inteligencja, rozum, mądrość (Intelligencia, értelem, bölcsesség)
- Paradoksy świadomości (A tudat paradoxonai)
- Inteligencja - przypadek czy konieczność (Intelligencia - véletlen vagy szükségszerűség)
- Ryzykowne koncepcje (Kockázatos koncepciók)
- Inna ewolucja (Egy másik evolúció)
- Kłopoty (Bajok)
- Zmiany (Változások)
- Tertio millennio adveniente (A második évezred érkezése)
- Przyszłość jest ciemna (A jövő sötét)
- Logorhea

## Magyarul
- Szempillantás. Az emberi civilizáció perspektívái; ford. Körner Gábor; Typotex, Bp., 2002

### Fogadtatás
- Összegyűjtött recenziók

### Recenziók
- Kiskun.mcse.hu
- Magyar Szerepjátékosok Oldala
- Civilizáció a terepasztalon Népszabadság, 2003. augusztus 6.